# Takano-tume-mine
Takano-tume-mine är en bergstopp i Antarktis. Den ligger i Östantarktis. Norge gör anspråk på området. Toppen på Takano-tume-mine är 1 475 meter över havet.
Terrängen runt Takano-tume-mine är kuperad åt sydost, men åt nordväst är den platt. Trakten är obefolkad. Det finns inga samhällen i närheten. 